# 彼德氏寧巴鰕鱂
彼德氏寧巴鰕鱂，為輻鰭魚綱鯉齒目假鰓鱂科的其中一種，被IUCN列為易危保育類動物，分布於非洲象牙海岸南部及迦納西南部淡水流域，體長可達5公分，棲息在雨林覆蓋泥土底質的溪流、沼澤底中層水域，生活習性不明，可做為觀賞魚。